# Ingredion
Ingredion anciennement Corn Products International est une entreprise américaine spécialisée dans la production de matière première alimentaire.

## Histoire
En juin 2010, AkzoNobel annonce la vente à Corn Products International de ses activités liés à l'amidon, qu'il a reçu durant l'acquisition de Imperial Chemical Industries, pour 1,4 milliard de dollars.
Ilene S. Gordon a occupé le poste de CEO de 2009 à 2017. Il est remplacé par James Zallie.

## Principaux actionnaires
Au 24 avril 2020.
| The Vanguard Group                     | 9,44% |
| LSV Asset Management                   | 4,82% |
| SSgA Funds Management                  | 4,10% |
| BlackRock Fund Advisors                | 3,41% |
| AQR Capital Management                 | 2,79% |
| Friess Associates                      | 2,75% |
| Dimensional Fund Advisors              | 2,47% |
| Caisse de dépôt et placement du Québec | 2,12% |
| Ajo                                    | 2,10% |
| Massachusetts Financial Services       | 1,99% |